# Caledopsyche atalanta
Caledopsyche atalanta là một loài Trichoptera trong họ Hydropsychidae. Chúng phân bố ở miền Australasia.